# Горный учёный комитет
В 1775 году при Петербургском горном училище было организовано Учёное собрание, призванное выполнять роль научного центра по вопросам горного дела.

## История
В 1825 году в Министерстве финансов Российской империи был организован Учёный горный комитет по горной и соляной части и началось издание старейшего и авторитетнейшего «Горного журнала».
Комитет представлял общество, аналогичное Учёному собранию. В нём принимали участие виднейшие деятели горной науки и техники. Например, в 1845 году членом Учёного Комитета Корпуса горных инженеров состоял Максимилиан Евгений, герцог Лейхтенбергский (1817—1852) — «главнозаведующий» Петербургского Горного института.
В 1834 году, с появлением Корпуса горных инженеров, Учёный комитет был переименован в Учёный комитет Корпуса горных инженеров.
В 1862 году Учёным комитетом Корпуса горных инженеров была издана книга «Памятная книжка для Русских горных людей» (типография Госафата Огризко). Данная книга была посвящена деятельности горных (металлургических) предприятий на территории России в 1862 году. В книге освещалась история основания русских горных заводов и приводилась подробная статистика по производительности отдельных частных горных заводов подведомственных Московскому горному правлению за 1859 год.
В 1867 году Корпус горных инженеров был преобразован в гражданское ведомство, а комитет стал называться «Горный учёный комитет».
В 1894 году к его функциям было добавлено составление инструкций для чинов горного надзора и рассмотрение дел о применении правил подземных и горнозаводских работ. Так Горный учёный комитет стал правительственным консультативным органом по горнотехническим вопросам.

## Закрытие
Был упразднён в 1917 году.